# Antonio Ferri
Antonio Ferri (Norcia, 5 aprile 1912 – Long Island, 28 dicembre 1975) è stato un ingegnere italiano.
Si specializzò nel campo della fluidodinamica, in particolare nello studio delle correnti ipersoniche e transoniche diventandone uno dei maggiori esperti.

## Biografia
Si laureò all'università di Roma in ingegneria elettrica nel 1934 ed aeronautica nel 1936. Nel completare il corso di studi di quest'ultima, lavorò come sottotenente presso la Direzione Superiore Studi ed Esperienze (DSSE) di Guidonia, l'allora nascente centro di sperimentazioni avanzate nel campo aeronautico, dove contribuì alla costruzione della prima galleria del vento supersonica. Nel 1938 fu insignito del premio dell'Accademia d'Italia per le Scienze mentre nel 1940 assunse la direzione del DSSE. Nel 1942 nominato professore associato all'Università di Roma dove teneva una libera docenza in Aerodinamica.

### Negli Stati Uniti d'America
All'indomani dell'8 settembre, Ferri abbandonò l'Aeronautica per unirsi alla Brigata Spartaco sui monti dell'Appennino umbro-marchigiano. Rintracciato dal celebre agente segreto statunitense Morris Berg, che avrebbe preso parte successivamente in Germania all'Operazione Paperclip, nel 1944 fu trasferito negli Stati Uniti dallo Office of Strategic Services (OSS) dove, nel 1946 ricevette il visto permanente. Dal 1949 diresse la divisione Gasdinamica del Langley Research Center di Hampton, il migliore centro di ricerca aeronautica statunitense nel campo delle correnti ipersoniche e transoniche.
Nominato nel 1951 professore di aerodinamica al Politecnico dell'Università di New York, fondò e diresse il relativo laboratorio di ricerca aerodinamica a Long Island che fu uno dei più avanzati nel campo dello studio dell'aerodinamica ipersonica e dello sviluppo della tecnologia per il rientro atmosferico di velivoli del programma spaziale statunitense.
Nel 1956, insieme a Theodore von Kármán, fondò la General Applied Science Laboratory (GASL) specializzata nella ricerca del volo ad alta velocità, della termofluidodinamica e combustione supersonica che già nel 1962 portarono ad ottenere i primi risultati pratici sulla combustione supersonica per diffusione.
Nel 1964 Ferri diventò professore di astronautica all'Università di New York dove nel 1967, con il supporto della NASA, costruì il laboratorio di ricerca aerospaziale che contribuì allo studio di nuove idee per la riduzione del rumore del boom sonico e dell'inquinamento dei motori per gli aerei da trasporto supersonici. Nel 1972 fu nominato direttore del dipartimento di aeronautica ed astronautica della NYU ma, poco dopo, fu deciso di accorpare il laboratorio a quello del Politecnico. Ferri rimase con la Università di New York fondando con alcuni suoi colleghi la Divisione di Scienze applicate e, contemporaneamente, un laboratorio di ricerca energetica e aerospaziale a Long Island.

## Contributi scientifici
Sono da ricordare i suoi studi sul profilo biconvesso, che costituì la forma di profilo alare più impiegata nel campo delle alte velocità aeronautiche nell'immediato dopoguerra, o anche lo sviluppo dei metodi Schlieren per le individuazioni delle strutture d'urto su ali e velivoli in campo transonico e ipersonico.
Introdusse per primo il concetto del riscaldamento del flusso ipersonico nella galleria del vento per la simulazione delle effettive condizioni del volo in aria ad alta velocità utilizzando scambiatori di calore costituiti da particelle di materiale refrattario preriscaldato attraverso cui veniva fatto passare il flusso d'aria (chiamati in inglese pebble-bed heater).
Non meno importanti furono i suoi studi nel campo della combustione supersonica o quelli sul riscaldamento aerotermodinamico per velivoli avanzanti ad altissime velocità. In tutti questi campi diede contributi risolutivi che consentirono il superamento di problemi delicatissimi che avrebbero reso impossibile la realizzazione di molte delle imprese in campo spaziale e aeronautico avanzato.